# Eva Vik
Eva Vik (rozená Eva Doležalová; * 5. května 1991 Praha) je česká filmová režisérka, scenáristka a producentka. V roce 2021 byla uvedena v žebříčku české mutace časopisu Forbes „30 pod 30“. V roce 2023 přijala rodné příjmení své babičky, Vik.
Eva Vik je známá filmy jako Serpentine (2023), Raven (2022) a Carte Blanche (2019). Byla oceněna řadou filmových cen za svou rychle rostoucí kariéru, včetně ceny Breakout Director na Hollywood Film Festival, Ceny publika a Ceny za nejlepší žánrový film na Mammoth Film Festival a Cenu za nejlepší režii na HollyShorts Film Festival. Její krátký film, Serpentine (2023), byl nominován na Cenu X na Tribeca Film Festival a má přes 2 miliony zhlédnutí na Nowness. Navíc byla Eva Vik oceněna v Centre Pompidou za svou "Transformational Trilogy" Sounds of Sun, Somnio, Samice v roce 2019.

## Životopis
V 10 letech začala Eva Doležalová hrát v českých filmech a divadelních produkcích díky své babičce, která ji poslala na první casting. Později se stala stálou herečkou v brněnském Divadelním studiu „V“, kde se navíc podílela na psaní her. 
V 18 letech se přestěhovala do Londýna a začala studovat herectví na Royal Academy of Dramatic Art. Studium ukončila po prvním roce, protože si uvědomila, že by se raději věnovala režii a scenáristice. Po škole působila jako herečka, objevila se ve snímcích režisérů Shanea Blacka a Mikea Figgise. Jako kameramanka se podílela na Figgisově krátkém filmu Kudelski (2015), v němž se také představila v jedné z rolí. Poté se přestěhovala do Paříže, kde začala plně formovat svůj vlastní umělecký výraz ve filmové tvorbě a začala se věnovat psaní a režii.

## Osobní život
Rodné příjmení Vik je Doležalová, avšak v roce 2023 se rozhodla přijmout rodné příjmení své babičky – Vik. Důvodem podle ní bylo, že se nadále necítila povinná dodržovat patriarchální úzus, který nutí ženy přijímat příjmení svých otců a místo toho přijala příjmení silné ženy, která hluboce ovlivnila její život. 
Eva Vik mluví pěti jazyky: anglicky, francouzsky, česky, italsky a polsky.

## Kariéra
V roce 2017 se Eva Vik přestěhovala do Los Angeles, kde brzy dokončila svůj první krátký film Sound of Sun v hlavních rolích se Seanem Pennem a Suki Waterhouse, který uvedl NOWNESS. Film se dočkal ohlasu u kritiky, filmových profesionálů i publika.
Sound of Sun byl také promítán v rámci UCLA, školy filmu v Los Angeles, pro vzdělávací účely. Od té doby Vik režírovala několik dalších krátkých filmů, včetně Carte Blanche s Dylanem Sprousem, Suki Waterhouse a Jackem Kilmerem, za který získala cenu diváků na Mammoth Film Festival v roce 2019 a cenu Breakout Director Award v Capri Hollywood International Film v roce 2020. Film byl uveden na platformě Amazon Prime Video. Vik také získala cenu za nejlepší režii v roce 2021 za film Maestro s Clarou McGregor a Karlem Dobrým na Independent Shorts Awards USA a velkou cenu poroty za nejlepší drama. Maestro rovněž uvedla platforma Amazon Prime Video. Snímek byl zakončen jedinečným věnováním „Na památku mého žijícího otce“. Eva tak tímto krátkým filmem zároveň uzavřela vztah se svým otcem.
V roce 2022 Vik napsala a režírovala Serpentine, sci-fi body horor o skrytém hadím kultu, který prolomil genetický kód, aby vytvořil nový živočišný druh spojením člověka a hada. Jeho oficiálním partnerem a sponzorem byla firma Bulgari. Ve filmu hráli Barbara Palvin, Lukem Brandonem Fieldem a Soo Joo Parkem. Serpentine měl premiéru na festivalu Tribeca Film Festival, získal nominaci na cenu X Award a vyhrál nejlepší žánrový krátký film na Mammoth Film Festival. Film, který později uvedl NOWNESS, se setkal s velkým úspěchem a shlédly ho miliony diváků.
Mezi nejnovější díla Vik dále patří Raven (2022), poetický krátký sci-fi film o vztahu mezi mimozemskou inteligencí a člověkem, které uvedl časopis Vogue v únoru 2023.
Eva se věnuje rovněž reklamní tvorbě – natočila mimo jiné reklamu na parfém Bulgari Omnia s herečkou Cailee Spaeny, který vyjde v létě 2023 a 2024, a dále několik reklam pro americkou značku luxusních brýlí Oliver Peoples a Lancel Parisian Maison. Eva také často fotí pro Condé Nast obálky Vogue. Mezi jednu nejnovější patří Barbara Palvinová.
Nadace Centre Pompidou v Paříži promítla Evinu trilogii Transformational Shorts: Sound of Sun, Somnio a Samice, která tematizuje proměnu do vlastního já a psychiky, za což byla oceněna 7000 Art Company ve Francii.
Vik je ambasadorkou White Ribbon Campaign USA, celosvětového hnutí usilujícího o ukončení násilí na ženách a dětech.

## Filmografie
| Rok  | Film                            | Kredit | Kredit | Kredit    | Poznámka                                                                                        | Distributor              |
| Rok  | Film                            | Režie  | Scénář | Producent | Poznámka                                                                                        | Distributor              |
| ---- | ------------------------------- | ------ | ------ | --------- | ----------------------------------------------------------------------------------------------- | ------------------------ |
| 2016 | Sound of Sun                    | Ano    | Ano    | Ano       | Krátký film, v hlavních rolích Suki Waterhouse a Sean Penn                                      | Centre Pompidou, Nowness |
| 2017 | Somnio                          | Ano    | Ano    | Ano       | Krátký film, v hlavní roli Syrie Moskowitz                                                      | Centre Pompidou          |
| 2018 | Good Looking by Suki Waterhouse | Ano    | Ano    | Ano       | Hudební video, v hlavní roli Jordan Barrett a Suki Waterhouse                                   | Vevo                     |
| 2018 | Les Inconnus: Escape            | Ano    | Ano    | Ano       | Video a reklama, v hlavní roli Jade Weber, Katty Ukhanova, Lauren Taylor                        | Vogue                    |
| 2019 | Butcher Boy                     | Ano    | Ano    | Ano       | Krátký film, v hlavních rolích Jack Kilmer a Camille Rowe                                       | Dazed                    |
| 2019 | Carte Blanche                   | Ano    | Ano    | Ano       | Krátký film, v hlavních rolích Dylan Sprouse, Jack Kilmer, Suki Waterhouse, Johnny Whitworth    | Amazon Prime Video       |
| 2019 | Samice                          | Ano    | Ano    | Ano       | Krátký film, v hlavních rolích Rainey Qualley, Ray Nicholson, Emily Labowe                      | Centre Pompidou          |
| 2020 | Maestro                         | Ano    | Ano    | Ano       | Krátký film, v hlavních rolích Karel Dobrý, Clara McGregor, Lucky Blue Smith, Annica Lilljeblad | Amazon Prime Video       |
| 2021 | Anima Us                        | Ano    | Ano    | Ano       | Krátký film, v hlavních rolích Inja Zalta a Dave Davis                                          | Dazed                    |
| 2022 | Raven                           | Ano    | Ano    | Ano       | Krátký film, v hlavních rolích Stanislav Majer, Barbora Podzimková, Hana Vagnerová, Adam Vacula | Vogue                    |
| 2022 | Oblivion                        | Ano    | Ano    | Ano       | Hudební video, v hlavních rolích Remington Leith, Emerson Barrett, Sebastian Danzig             | Vevo                     |
| 2022 | Fletcher: Better Version        | Ano    | Ano    | Ano       | Hudební video, v hlavních rolích Ava Capri, Gavin Letherwood, Fletcher                          | Vevo                     |
| 2022 | Broken                          | Ano    | Ano    | Ano       | Hudební video, v hlavních rolích Inja Zalta, Remington Leith, Emerson Barrett                   | Vevo                     |
| 2023 | Serpentine                      | Ano    | Ano    | Ano       | Krátký film, v hlavních rolích Barbara Palvinová, Luke Brandon Field, Soo Joo Park              | Nowness                  |

## Ocenění a uznání

### Ocenění[9]
| Rok  | Nominovaná práce | Kategorie                                       | Udělil                                |
| ---- | ---------------- | ----------------------------------------------- | ------------------------------------- |
| 2019 | Carte Blanche    | Cena diváků                                     | Mammoth Film Festival                 |
| 2019 | Carte Blanche    | Nejlepší dramatický film                        | HollyShorts Film Festival             |
| 2020 | Carte Blanche    | Breakout Director Award                         | Capri Hollywood Film Festival         |
| 2020 | Maestro          | Cena poroty pro nejlepší režii                  | Independent Shorts Awards             |
| 2020 | Maestro          | Cena poroty za mimořádný počin                  | Independent Shorts Awards             |
| 2020 | Maestro          | Držitel platinové ceny za nejlepší krátké drama | Independent Shorts Awards             |
| 2020 | Maestro          | Nejlepší ženský krátký film                     | Cyrus Film Festival                   |
| 2022 | Serpentine       | Finalista                                       | Tribeca Film Festival for the X Award |
| 2022 | Serpentine       | Nejlepší žánrový film                           | Mammoth Film Festival                 |
| 2022 | Raven            | Nejlepší sci-fi film                            | HollyShorts Film Festival             |

### Uznání
| Rok  | Uznání | Kategorie                |
| ---- | --- | ------------------------ |
| 2019 | Cena za transformační trilogii: Sound of Sun, Somnio a Samice promítaná v Centre Pompidou Foundation v Paříži | Film/Umění               |
| 2019 | Cena za filantropii: práce s nadací White Ribbon proti domácímu násilí na ženách a dětech                     | Sociální/komunitní práce |